# Verbova Balka, Pervomaisk
Verbova Balka (în ucraineană Вербова Балка) este un sat în așezarea urbană Pidhorodna din raionul Pervomaisk, regiunea Mîkolaiiv, Ucraina.

## Demografie
Componența lingvistică a localității Verbova Balka
     Ucraineană (87,36%)
     Rusă (6,59%)
     Română (4,4%)
     Alte limbi (0,55%)
Conform recensământului din 2001, majoritatea populației localității Verbova Balka era vorbitoare de ucraineană (87,36%), existând în minoritate și vorbitori de rusă (6,59%) și română (4,4%).